# 김종혁 (1977년)
김종혁(한국 한자: 金種赫, 1977년 4월 2일 ~ )은 대한민국의 전 축구 선수이며, 포지션은 골키퍼였다.